# Mikorzyce (województwo łódzkie)
Mikorzyce – wieś w Polsce położona w województwie łódzkim, w powiecie bełchatowskim, w gminie Bełchatów.
W latach 1975–1998 miejscowość należała administracyjnie do województwa piotrkowskiego.
W miejscowości istnieje kaplica pw. MB Częstochowskiej